# BlackBerry OS
BlackBerry OS è un sistema operativo mobile proprietario, sviluppato dall'azienda canadese produttrice di dispositivi wireless BlackBerry Limited per la sua linea di smartphone BlackBerry. Fornisce il multitasking, supportando dispositivi di input specializzati adottati dalla RIM, in particolare la rotellina (trackwheel), la sfera (trackball), il trackpad e touch screen.

## Descrizione
La piattaforma BlackBerry è probabilmente più conosciuta per il suo supporto nativo alla posta elettronica aziendale attraverso l'MIDP 1.0, ed un sottoinsieme del MIDP 2.0, che consente di completare l'attivazione wireless e la sincronizzazione con Microsoft Exchange, Lotus Domino o Novell GroupWise, per la sincronizzazione di e-mail, calendario, attività, note e contatti. Il sistema operativo supporta sia il WAP 1.x che il WAP 2.0. Gli aggiornamenti sono messi a disposizione dai diversi operatori di telefonia mobile, in quanto lo riadattano alle loro reti ed esigenze. supportando il BlackBerry tramite il caricamento del software utilizzando l'applicazione da PC, anche tramite la tipologia di scambio dati, OTASL, quindi senza dover connettere il dispositivo al personal computer, tramite la funzione aggiornamento wireless. L'unico dispositivo BlackBerry che non ha aggiornamenti vincolati dall'operatore telefonico è il playbook. Sviluppatori di terze parti sono in grado di scrivere applicazioni utilizzando le classi API disponibili per BlackBerry OS, applicazioni che possono essere aggiornate direttamente dal telefono tramite l'applicazione AppWorld. Nel 2011 la piattaforma BlackBerry si posiziona al quinto posto, tra gli ambienti utilizzati da sviluppatori per creare applicazioni mobili, dietro ad Android, iOs, Mobileweb e Java. Secondo Wikimedia, il sistema operativo BlackBerry, nell'agosto 2011, aveva una diffusione tra tutti i dispositivi mobili pari al 6,91%.

## Storia

### Smartphone

#### L'originale su base Java
Mentre Research in Motion sviluppa e rende disponibili versioni aggiornate del suo sistema operativo per supportare ogni dispositivo, spetta ai distributori individuali decidere, se e quando, una versione verrà distribuita ai propri utenti.
Il primo sistema Blackberry, con sistema operativo versione 3.6.0.87, si presenta con il cercapersone modello 850, ed è numerato 1.0:  fa la sua comparsa sul terminale 5810 dell'operatore telefonico AT&T e diviene disponibile dal 4 marzo 2002, mentre per AT&T, solo dal 7 gennaio 2004. La prima versione è caratterizzata da una piattaforma software versione 1.4, seguita, nel gennaio 2005 dalla nuova versione del sistema operativo 3.7 con piattaforma 1.6.

#### Dalla versione 4.0 alla 4.7
Nel febbraio 2005 uscì la versione 4.0, sempre con piattaforma 1.6, ma con l'aggiunta di diverse applicazioni. Successivamente venne rilasciata la versione 4.1 con piattaforma 2.0, dotata, sia con l'implementazione della geolocalizzazione tramite GPS, che con la possibilità di creare e gestire cartelle. Questa viene seguita dalla versione 4.2, piattaforma 2.3, versione che per la prima volta integrava i comandi vocali elaborati direttamente dal dispositivo. Nell'ottobre del 2007 uscì la versione 4.3
Negli ultimi mesi del 2008 viene distribuita la versione 4.5, che introdusse la possibilità di leggere le email incorporando le immagini. Venne inoltre introdotta la possibilità di registrare e inviare una nota vocale, si ebbe a disposizione un aggiornamento del lettore multimediale del BlackBerry, dove fu possibile visualizzare tutti i file contemporaneamente, sia dei brani musicali, che dei video, consentendo agli utenti finali la possibilità di applicare filtri per genere, artista o album. Si introdusse inoltre il correttore degli errori d'ortografia, l'applicazione Map, ed infine venne introdotto l'aggiornamento over-the-air del dispositivo e la possibilità di riprodurre video in streaming. Questa versione verrà seguita dalla 4.6, dalla 4.6.1, dalla 4.7 e dalla 4.7.1.

#### 5.0
Negli ultimi mesi del 2009 esce la versione 5.0, versione che integra un browser web BlackBerry aggiornato con un render curato dalla AJAX, elaborazione del JavaScript più veloce, tra cui il supporto widget di Google Gears e SQLite per Widgets BlackBerry. Per il servizio push viene aggiunta la gestione dei messaggi e-mail, delle cartelle e-mail, con la possibilità di visualizzarle, modificarle, salvarle, inviare e riceverle con allegati documenti e con la condivisione di file remoti. Vengono inoltre introdotte, insieme alla nuova interfaccia grafica, molte animazioni, aprendo una nuova gestione ai messaggi SMS, rendendo la lettura più semplice, avendo a disposizione una nuova finestra per l'inserimento delle emoticon. Inoltre, a partire dalla metà del 2010 viene implementata la geolocalizzazione tramite celle telefoniche, infine, a partire dalla versione 5.0.0.110 viene data la possibilità d'usufruire della scrittura predittiva, anche per i dispositivi con tastiera full QWERTY.

#### 6.0 e 6.1
Nell'aprile 2010 la RIM ha annunciato la produzione del nuovo BlackBerry OS versione 6.0, venduto dal IIIº trimestre del 2010. Con questa nuova versione, venne migliorata la navigazione internet, sia sotto il punto di vista della compatibilità, compatibile con HTML5 grazie al passaggio al motore di render WebKit, ma si differenzia anche per la nuova interfaccia grafica, per la ricerca universale, per l'introduzione di menu popup sensibili al contesto operativo e il Social Feeds, che permette di gestire in unica soluzione i contenuti provenienti da tutti i principali social network, tra cui anche posta elettronica e SMS, inoltre a metà stagione 2011 viene implementata la geolocalizzazione tramite la rete WiFi.
Le voci di un sistema operativo serie 6.1 iniziarono a circolare nel 2011, insieme alle immagini del nuovo software. Il 2 maggio 2011 la RIM ha annunciato che tale sistema avrebbe preso il nome di BlackBerry OS 7, con uscita nell'estate del 2011. La RIM ha annunciato che i dispositivi attuali non potranno essere aggiornati a BlackBerry OS 7, e contemporaneamente la vendita di nuovi dispositivi touch della serie Bold, Blackberry Bold 9930 e 9900, che supporterebbero BlackBerry OS 7. Questo nuovo sistema operativo introdusse ricerche ad attivazione vocale e un miglioramento del browser, 40% più veloce rispetto al precedente, e dotato sia di un compilatore JavaScript JIT che il supporto ai video HTML5.

#### 7.1
Nel 2012 venne presentata la versione 7.1, che introdusse la possibilità di trasformare lo smartphone in un hotspot, come se di fatto fosse un router, quindi di consentire l'accesso in internet ad altri dispositivi posti nelle vicinanze: venne così introdotto il BlackBerry Wireless Media Server, protocollo di trasmissione che permette di collegare diversi dispositivi, TV, impianto stereo, ecc, tramite il WiFi. Venne inoltre introdotta la possibilità, ma solo per i terminali della famiglia Curve,  di usufruire della radio tramite le onde FM, non più solo tramite web. Con tale protocollo diventa così possibile sfruttare la tecnologia NFC per scambiare dati, inoltre vengono potenziate e migliorate le funzioni introdotte dall'OS 7.

#### BlackBerry 10
Durante il BlackBerry World 2012 la RIM ha mostrato un'anteprima del nuovo sistema operativo BlackBerry 10, una versione completamente nuova, totalmente riscritto da zero, cambiando il kernel (QNX), l'interfaccia, e molto altro ancora. Il 30 gennaio 2013 la RIM ha annunciato ufficialmente la nuova piattaforma, svelando anche due nuovi smartphone, con i quali verranno equipaggiati. Gli smartphone BlackBerry 7 non potranno essere aggiornati al BlackBerry 10, alla luce del radicale cambiamento del sistema operativo che avrebbe richiesto un hardware più potente. Il 30 gennaio 2013 venne presentato il BlackBerry 10, il nuovo sistema operativo BlackBerry, e i primi due smartphone equipaggiati con esso, BlackBerry Z10 e BlackBerry Q10.

##### Le scorciatoie da tastiera
I Blackberry basati sul sistema operativo originario, dispongono di svariate funzionalità e scorciatoie da tastiera, più o meno utili:
- Misuratore della potenza del segnale in decibel della rete telefonica: tenere premuto "Alt" (sinistra) e in successione “N”, “M”, “L”, “L” per ritornare alla situazione precedente è sufficiente ripetere il comando
- Riorganizzare i contatti: tenere premuto “Alt” (sinistra) e in successione “R”, “B”, “L”, “D”
- Visualizzare origine e codifiche di una pagina web: tenere premuto “Alt” (sinistra) e in successione “R”, “B”, “V”, “S”
- Menù Assistenza: Alt", “Shift” e “H”, oppure in alternativa tenere premuto “Alt” (sinistra) e in successione “E”, “S”, “C”, “R”
- Visualizzare IMEI: avviare una nuova chiamata con il numero “*”, “#”, “0”, “6”, “#”
- “Soft” reset: “Alt”, “Shift” (destra) e “Del” (destra)
- Registro eventi: tenere premuto “Alt” (sinistra) e in successione “L”, “G”, “L”, “G”
- Cancellare la cache: tenere premuto “Alt” (sinistra) e in successione “D”, “C”, “L”, “R”.
- Reset AppWorld: tenere premuto “Alt” (sinistra) e in successione “R”, “S”, “T”

Per quanto concerne i Blackberry Storm si hanno le seguenti variazioni, in quanto non è possibile tenere premuto il tasto "Alt" durante la digitazione di altre lettere, ma bisognerà tenere premuto il tasto "? 123" per qualche istante finché su di esso compare l'icona di un lucchetto, poi:
- Misuratori di decibel segnale rete telefonica: !,""
- Menù Assistenza: 2493
- Registro eventi: "/"/

### Tablet

#### 1.0.1 e 1.0.3
Il 27 settembre 2010 la RIM ha annunciato un nuovo sistema operativo, la piattaforma QNX, BlackBerry Tablet OS, per correre sulla pubblicazione del BlackBerry PlayBook.
QNX andrà a sostituire completamente BlackBerry OS a partire dalla versione 10.
La prima versione disponibile è la 1.0.1. Con la versione 1.0.3 viene ridisegnata la schermata iniziale del browser, viene data la possibilità di connettersi e accedere ai dati su uno smartphone BlackBerry tramite Bluetooth, mentre viene aggiornata la rettifica dei documenti attraverso il BlackBerry Bridge, con il quale ora si può utilizzare BlackBerry Messanger, inoltre ora è possibile videochattare con altri utenti BlackBerry PlayBook.

#### 1.0.5
Con la versione 1.0.5 vengono migliorate la funzionalità all'interno della applicazione Facebook, inc, come le notifiche, caricare video direttamente dalla fotocamera o la cartella media e selezione dell'album caricato per i media viene migliorata, viene introdotto il servizio di news feed, le funzionalità delle pagine, la possibilità di cancellare un messaggio, e la possibilità di incorporare le opzioni ed il centro d'aiuto vengono incorporate. Viene inserita la possibilità di pagare l'acquisto di un'estensione o di un aggiornamento attraverso le applicazioni stesse, Vengono inoltre inserite nuove lingue dei paesi UE, viene migliorata l'alimentazione e la ricarica del cellulare, tra cui la possibilità di ricaricare quando il dispositivo è spento, viene migliorato il rilevamento del WiFi Hotspot, l'aggiornamento di sicurezza per Adobe Flash Player, ora è più facile da scaricare e salvare le immagini.

#### 1.0.6 e 1.0.7
Con la versione 1.0.6 viene aggiornato Adobe Flash alla versione 10,3, inoltre viene eseguito l'aggiornamento di sicurezza per Adobe AIR 2,7.
Con la release 1.0.7 viene migliorata la connettività e la produttività, con l'applicazione BlackBerry Bridge, viene introdotto un supporto avanzato per salvataggio degli allegati, tra cui il formato ZIP, viene velocizzato l'accoppiamento tra uno smartphone BlackBerry e un BlackBerry PlayBook. Viene migliorato il supporto dei file multimediali, quali immagini delle App, la possibilità di eseguire il Pinch to Zoom nei Video delle App, vengono supportate altre lingue, viene migliorata la connettività Wi-Fi su reti WEP ed inserita la possibilità della modalità aereo. Viene introdotto un sistema di aggiornamenti differenziali del sistema operativo, per consentire la revisione di solo alcune delle sue parti. Infine viene introdotto un aggiornamento di sicurezza sia per Flash 10.3 che per Adobe AIR e la possibilità di eseguire applicazioni create utilizzando BlackBerry NDK.

#### 1.0.8
Con la versione 1.0.8 viene introdotto Adobe Flash 11.1, compreso l'aggiornamento di sicurezza per Adobe AIR 3.1, viene aggiornato il fusi orario nelle regioni dell'America Latina, Australia e America Centrale, il Bluetooth e Wi-Fi vengono aggiornati per migliorarne la connettività, viene risolto il problema di alcuni utenti con i pagamenti in conto su BlackBerry App World, mentre la sincronizzazione viene migliorata durante il ripristino di applicazioni con BlackBerry Desktop Software

#### 2.0
La versione 2.0 disponibile dal 21/01/2012, vengono introdotte nuove applicazioni, tra cui quelle studiate per Android, la casella di posta unificata agli altri messaggi, ( client email nativo) , possibilità di integrare i social network con il calendario e i contatti, viene potenziato il BlackBerry Bridge, migliorandone la reattività e permettendo ora l'uso dello smartphone come tastiera e mouse wireless. Le applicazioni precaricate permettono inoltre una maggiore flessibilità d'uso in condizioni di mobilità, tra cui la Video Chat che ora permette una maggior integrazione anche all'uso del multitasking con le altre applicazioni.  Questa nuova versione del sistema operativo ha permesso anche un notevole miglioramento della fruizione del browser, consentendo una migliore aderenza agli standard web con i test HTML5 e ACID3, anche rispetto alla concorrenza:  l'unico browser che registra punteggi migliori è Google Chrome 16 per PC.

#### 2.1
Con la versione 2.1, disponibile dal 3 ottobre 2012, viene introdotta la possibilità d'utilizzo anche in verticale delle applicazioni quali, client email, calendario e rubrica, le applicazioni android sono eseguite direttamente e non più tramite l'Android Player, vengono supportate le applicazioni che richiedono l'uso della fotocamera, viene introdotta la possibilità di acquistare dentro l'applicazione, supporto completo dei messaggi SMS con BlackBerry Bridge, inoltre se il Bridge è connesso una rete WiFi, questa viene sfruttata per ridurre il carico dello smartphone.

#### BlackBerry 10
Il BlackBerry 10 è il nuovo sistema operativo per smartphone e tablet presentato il 30 gennaio 2013. Basato su Android Jelly Bean 4.3, da cui si differenzia solo per la diversa interfaccia utente e per l'utilizzo di un microKernel QNX a fronte del kernel Linux utilizzato su Android, i primi smartphone equipaggiati con BlackBerry 10 sono il BlackBerry Z10 e il BlackBerry Q10. Il tablet BlackBerry PlayBook invece non verrà aggiornato a Blackberry 10. Il terzo smartphone equipaggiato con il nuovo Sistema Operativo di BlackBerry sarà il BlackBerry Q5, nuovo smartphone di fascia media con tastiera fisica QWERTY, annunciato durante il BlackBerry Live di Orlando del 2013.
Nell'aprile del 2013 venne rilasciata la versione 10.1, nell'ottobre del 2013 la 10.2 e la 10.3 nel settembre del 2014 con il Blackberry Passport, verrà successivamente aggiornata fino alla 10.3.3 nel gennaio del 2017. I dispositivi con questo sistema operativo permettono di vedere il codice IMEI digitando la sequenza, "*#06#".

## BlackBerry Fonts
Segue una lista di font inclusi in alcune versioni di BlackBerry:
- Andale Mono
- Arial
- BBAlpha Sans
- BBAlpha Sans Condensed
- BBAlpha Serif
- BBCAPITALS
- BBCCasual
- BBClarity
- BBCondensed
- BBGlobal Sans
- BBGlobal Serif
- BBMilbank
- BBMilbank Tall
- BBSansSerif
- BBSansSerifSquare
- BBSerifFixed
- Comic Sans MS
- Courier New
- Georgia
- Impact
- Tahoma
- Times New Roman
- Trebuchet MS
- Verdana

BBAlphaSans e BBAlphaSerif sono basati sul software libero font, DejaVu.

## Strumenti di sviluppo
La RIM, per i suoi terminali, mette a disposizione diversi strumenti di sviluppo, che, nel caso dei BlackBerry è Java, mentre per il tablet è il QNX, fornendo per gli sviluppatori un'apposita pagina sul suo sito web.
Le applicazioni Java sono sviluppabili tramite "BlackBerry Java SDK", "BlackBerry Java plug-in (Eclipse)" e "Java(TM) ME Platform SDK (J2ME)". Mentre per il sistema QNX del tablet playbook si possono utilizzare "BlackBerry Native SDK for Tablet OS", "BlackBerry Runtime for Android Apps", "BlackBerry Tablet OS SDK for Adobe AIR"; Mentre si possono sviluppare applicazioni per entrambi tramite "BlackBerry WebWorks SDK for Tablet OS".
Inoltre è possibile effettuare il porting per alcune delle applicazioni studiate e sviluppate per Android tramite il "BlackBerry Runtime for Android apps", strumento a uso gratuito.

## Termine delle funzionalità legacy
Il 4 gennaio 2022, alcune funzionalità di Blackberry OS quali chiamate, invio di SMS e chiamate ai servizi di emergenza hanno smesso di funzionare.